# Mercedes-Benz R171
Mercedes-Benz R171 (eller Mercedes-Benz SLK-klass) är en sportbil, tillverkad av den tyska biltillverkaren Mercedes-Benz mellan 2004 och 2011.
Tekniskt baseras R171 på den samtida C-Klass, dvs modell W203.
Varianter:
| Modell                 | Årsmodell | Motor                     | Cylindervolym | Effekt | Bränslesystem                  |
| ---------------------- | --------- | ------------------------- | ------------- | ------ | ------------------------------ |
| SLK200                 | 2004-07   | M271: 4-cyl radmotor dohc | 1796 cm³      | 163 hk | Bränsleinsprutning, kompressor |
| SLK350                 | 2004-07   | M272: 6-cyl V-motor dohc  | 3498 cm³      | 272 hk | Bränsleinsprutning             |
| SLK55 AMG              | 2004-10   | M113: 8-cyl V-motor ohc   | 5439 cm³      | 360 hk | Bränsleinsprutning             |
| SLK280                 | 2005-11   | M272: 6-cyl V-motor dohc  | 2996 cm³      | 231 hk | Bränsleinsprutning             |
| SLK55 AMG Black Series | 2007      | M113: 8-cyl V-motor ohc   | 5439 cm³      | 400 hk | Bränsleinsprutning             |
| SLK200                 | 2008-11   | M271: 4-cyl radmotor dohc | 1796 cm³      | 184 hk | Bränsleinsprutning, kompressor |
| SLK350                 | 2008-11   | M272: 6-cyl V-motor dohc  | 3498 cm³      | 305 hk | Bränsleinsprutning             |